# João Antônio Luís Coelho
João Antônio Luís Coelho (Moju, 9 de julho de 1852 — , 16 de agosto de 1926) foi um político brasileiro e governador do Pará no período de 1 de fevereiro de 1909 a 1 de fevereiro de 1913. Um dos sócio-fundados do Instituto Histórico e Geográfico do Pará em 1900.
Era filho de Antonio Luiz Coelho e Maria Vitoria Coelho. Fez o curso de humanidades no Seminário de Belém, aperfeiçoando-se nos Estados Unidos, e engenharia civil na França, onde diplomou-se aos 23 anos de idade. Também em Paris defendeu tese de mestrado em engenharia de minas. Regressou para Belém e lecionou inglês e francês no Liceu Paraense. Fez o processo de demarcação de terras no interior do Estado do Pará. Fixou residencia em Belém, foi professor, secretário de intendência, deputado constituinte de 1891, presidente (por diversas vezes) da Câmara Estadual dos Deputados. 
Em 1909 foi eleito governador do Estado do Pará (1 de fevereiro de 1909 a 1 de fevereiro de 1913). Administrativamente, o governo de João Coelho assinalou-se pela erradicação da febre amarela. Conseguiu Coelho levar para Belém o consagrado sanitarista Oswaldo Cruz, criador e diretor do Instituto Manguinhos, e que repetiu em Belém e no Pará o que fizera em 1904 na então capital do país, Rio de Janeiro, extinguindo a febre amarela.
Outro seu memorial serviço foi comissionar Jacques Huber, diretor do Museu Goeldi, para estudar a situação da borracha asiática que estava eliminando a borracha paraense do seu mercado consumidor a fim de indicar providências que salvassem esse produto, a base econômica da qual estava vivendo a Amazônia. Huber, de regresso, apresentou relatório que, se considerado pelo governo federal, teria proporcionado a recuperação da borracha.
Em 1917 foi eleito senador pelo estado do Pará. Exerceu o mandato abstraindo-se da situação partidária. 
Foi casado duas vezes, primeiro com Prisciliana Coelho e, após o falecimento dessa, contraiu matrimônio com  a famosa soprano dramática espanhola Irene Esquiroz, que por sua causa abandonou a carreira como cantora de ópera, e com a qual teve quatro filhos: Maria Helena, João, José Luiz e Irany.
João Coelho, após deixar o governo, recolheu-se a vida privada.